# Georges Duby
Georges Duby (Parijs, 7 oktober 1919 - Aix-en-Provence, 3 december 1996) was een Frans historicus, gespecialiseerd in de sociale- en economische geschiedenis van de middeleeuwen. Hij behoort tot de meest invloedrijke middeleeuwse historici van de twintigste eeuw en was vanaf de jaren zeventig tot aan zijn dood in 1996 een van de meest prominente Franse intellectuelen.
In 1987 werd Duby verkozen tot lid van de Académie française.

## Leven
In 1919 geboren in een familie van in Parijs levende Provençaalse ambachtslieden, volgde Duby in eerste instantie een opleiding in de historische geografie voordat hij overstapte naar de geschiedenis. In 1942 behaalde hij zijn kandidaats in Lyon. In 1952 promoveerde hij aan de Sorbonne bij Charles-Edmond Perrin op zijn doctoraalthesis La société aux XIe et XIIe siècles dans la région mâconnaise ("De samenleving in de 11e en 12e eeuw in de Mâconnaise streek"). Hij doceerde eerst in Besançon en vervolgens aan de Universiteit van Aix-en-Provence alvorens in 1970 te worden benoemd tot voorzitter van de vakgroep geschiedenis van de Middeleeuwse samenleving aan het Collège de France. Tot zijn emeritaat in 1991 bleef hij aan het Collège verbonden. In 1987 werd Duby tot lid van de Académie française verkozen. In 1980 werd Duby eredoctor van de Vrije Universiteit in Amsterdam.

## Werken
- De zondag van Bouvines, 27 juli 1214: de oorlog in de middeleeuwen. Amsterdam: Agon, 1988 (vertaling van 'Le dimanche de Bouvines, 27 juillet 1214', Parijs, 1973)
- Het jaar duizend. Amsterdam: Agon, 1993 (vertaling van 'L'an mil', Parijs, 1974)
- De kathedralenbouwers, Portret van de middeleeuwse maatschappij, 980-1420, Amsterdam/Brussel: Elsevier 1984 (vertaling van "Le temps des cathédrales. L'art et la société 980-1420", Editions Quarto Gallimard, 1975)
- De drie orden. Het zelfbeeld van de feodale maatschappij, 1025-1225. Amsterdam/Brussel: Elsevier, 1985 (vertaling van 'Les trois ordres, ou l'imaginaire du féodalisme', Parijs, 1978)
- Bernard van Clairvaux en de cisterciënzer kunst. Amsterdam: Agon, 1989 (vertaling van 'Saint Bernard, l'art cistercien', Parijs, 1979)
- Ridder, vrouw en priester. De middeleeuwse oorsprong van het moderne huwelijk. Amsterdam: H.W.J. Becht, 1985 (vertaling van ' Le chevalier, la femme et le prêtre. Le marriage dans la France féodale' Parijs, 1981)
- Willem de Maarschalk, of de beste ridder ter wereld (1145-1219), Amsterdam/Brussel: Elsevier, 1986 (vertaling van 'Guillaume le Maréchal ou le meilleur chevalier du monde', Parijs, 1984)
- De middeleeuwse liefde en andere essays. Amsterdam: Agon, 1990 (vertaling van 'Mâle Moyen Age. De l'amour et autres essays', Parijs, 1988)
- De geschiedenis gaat door. Het verhaal van een historicus. Amsterdam: Van Gennep, 1992 (vertaling van 'L'histoire continue', Parijs, 1991)
- Edelvrouwen in de twaalfde eeuw. Amsterdam, Bert Bakker, 1997 (vertaling van 'Dames du XIIe siècle', Parijs, 1995)
- (en)  France in the Middle Ages 987-1460: from Hugh Capet to Joan of Arc (vertaald uit het Frans)